# Belford Roxo Futebol Clube
Belford Roxo Futebol Clube é uma agremiação esportiva da cidade de Belford Roxo, no estado do Rio de Janeiro, fundada a 28 de março de 2014. O clube foi idealizado e é dirigido por Alexandre Coelho, conta com o apoio da Prefeitura Municipal de Belford Roxo. Inicialmente, entre 2014 e 2015, possuía parceria com o Nova Iguaçu Futebol Clube. Atualmente o clube disputa o Campeonato Carioca de Futebol - Série B2.

## História
O Belford Roxo, foi oficialmente apresentado pelo seu idealizador Alexandre Coelho, no dia 28 de março de 2014. Com a presença do prefeito Denis Dautmann, que empolgado discursou sobre a nova agremiação e a importância para a cidade. Foi apresentado o primeiro treinador Luisinho Quintanilha, ex-jogador do Vasco da Gama e da Seleção Brasileira. Utilizando o estádio Nielsen Louzada em Mesquita.
Cabe relembrar que o primeiro Belford Roxo Futebol Clube foi criado só jogou um único campeonato, o da Terceira Divisão, na prática a Quarta de Profissionais do estado do Rio de Janeiro de 1995, no qual conquistou o vice-campeonato ao perder a final para o Tio Sam Esporte Clube, de Niterói. Contudo, após a perda da eleição para vereador pela sua cidade, o presidente Rogério da Natural, proprietário do restaurante que dá nome à sua alcunha, resolveu descontinuar as atividades da equipe, que teria direito ao acesso de divisão para o ano seguinte.
O time utilizava as dependências do estádio José de Alvarenga, pertencente ao Heliópolis Atlético Clube, para o mando de seus jogos. Problemas financeiros do proprietário foram a causa da breve aparição do clube nos campeonatos de âmbito profissional.
Em 2014, se resolveu reviver o Belford Roxo Futebol Clube. Sem nenhuma ligação com o extinto clube da cidade, o clube realizou uma parceria com o Santa Cruz Futebol Clube para jogar o Campeonato Estadual da Série C.

### 2014: O ano da estreia
2014 - No ano da sua estreia nos profissionais disputa a Série C, o clube realiza parceria com o Nova Iguaçu, recebendo 9 atletas e monta seu time base, fica em primeiro em seu grupo, na frente de Artsul, Heliópolis, Futuro Bem Próximo e Condor. Na segunda fase, foi o quarto. Acaba sendo eliminado pois apenas os 3 primeiros se classificavam para os playoffs, na fase final subiram Gonçalense, São Gonçalo FC, São Cristóvão e Barcelona.

### 2015: O primeiro acesso
2015 - Um ano após sua estreia, o clube cumpre o planejamento de seu presidente e conquista o acesso inédito a Série B do Carioca, utilizando o estádio Telê Santana como sua casa. Ficando em segundo lugar na fase classificatória e ganhando nos playoffs contra o Duquecaxiense, como o primeiro jogo disputado no estádio Luso Brasileiro foi 1x1, o Belford Roxo precisava apenas de um empate para garantir o acesso, em jogo emocionante na Rua Bariri o time da cidade do amor vence por 3x2 de virada e garante o acesso à Série B de 2016.

### 2016-atualmente: Fim da parceria com o Santa Cruz
2016 - Depois de obter o acesso a Série B de 2016, o clube perde a vaga para o Santa Cruz que disputou o campeonato e foi rebaixado para a Série B2 do ano seguinte.
Atualmente o clube está afastado temporariamente das competições oficiais, sem previsão de volta.

## Estatísticas

### Participações
|  | Participações em 2024 |

| Competição                    | Temporadas | Melhor campanha       | Estreia | Última | P | R |
| Campeonato Carioca – Série A2 | 1          | 17º colocado (2016)   | 2016    | –      | 1 |   |
| Campeonato Carioca – Série B1 | 3          | Vice-campeão (2015)   | 2014    | 2024   | 1 | – |
| Campeonato Carioca – Série B2 | 2          | Vice-campeão (2023)   | 2022    | 2023   | 1 | – |
| Campeonato Carioca – Série C  | 2          | Campeão (2022)        | 2021    | 2022   | 1 |   |
| Copa Rio                      | 2          | 1ª fase (2023 e 2024) | 2023    | 2024   |   |   |